# Logania flaviflora
Logania flaviflora är en tvåhjärtbladig växtart som beskrevs av Ferdinand von Mueller. Logania flaviflora ingår i släktet Logania och familjen Loganiaceae. Inga underarter finns listade i Catalogue of Life.